# Loïc Jouan
Pour les articles homonymes, voir Jouan.
Loïc Jouan, né le 3 décembre 1963 à Honfleur, est un footballeur français des années 1980 et 1990. Il évolue durant sa carrière au poste de défenseur.

## Biographie
Loïc Jouan joue principalement en faveur du club de Guingamp. Avec cette équipe, il joue 299 matchs en inscrit 4 buts en Division 2. Il est par ailleurs quart de finaliste de la Coupe de France en 1983.

## Carrière
- 1981-1992 :  EA Guingamp.
- 1992-1995 :  Lannion FC[1]

## Statistiques
- 299 matchs et 4 buts en Division 2